# Рашиді Кавава
Рашиді Мфауме Кавава (англ. Rashidi Mfaume Kawawa; 27 травня 1926, Матепвенде, Танганьїка — 31 грудня 2009, Дар-ес-Салам, Танзанія) — перший прем'єр-міністр Танзанії (1972—1977).

## Біографічні відомості
Кавава належав до партії Танганьїцький Африканський Національний Союз (ТАНУ). З 1960 по 1962 рік був міністром місцевого самоврядування, потім з 22 січня по 9 грудня 1962 року прем'єр-міністром Танганьїки. Він був наступником Джуліуса Ньєрере, який привів Танганьїку до незалежності, і ставши президентом у грудні 1962 року скасував посаду прем'єр-міністра. Кавава став віце-президентом (1962—1964).
Після утворення Об'єднаної Республіки Танзанія, Кавава з 1964 по 1972 рік був 2-м віце-президентом країни. З 17 лютого 1972 по 13 лютого 1977 року був прем'єр-міністром Танзанії. У 1980 році обіймав посаду міністра оборони.